# Microcebus tavaratra
Microcebus tavaratra är en primat i släktet musmakier som förekommer på norra Madagaskar.
Pälsens färg varierar på ovansidan mellan jordfärgad och gulbrun medan undersidan är beige till vitaktig. Denna musmaki har en mörkare och något rödaktig längsgående strimma på ryggens mitt och en gråvit fläck mellan ögonen. Dessutom förekommer en svart skugga kring ögonen. De mörka morrhåren är väl utvecklade. Microcebus tavaratra blir 11,3 till 13,9 cm lång (huvud och bål), har en 14,5 till 16,7 cm lång svans och vikten varierar mellan 48 och 84 g.
Arten lever i låglandet och i kulliga områden mellan 20 och 250 meter över havet. Habitatet utgörs av mera torra tropiska lövfällande skogar och av galleriskogar. Landskapet i utbredningsområdet kännetecknas av många kalkstensklippor.
Liksom andra arter av samma släkte hotas Microcebus tavaratra av svedjebruk. Ett annat hot är illegala skogsavverkningar och inte godkända gruvor. Arten förekommer i två naturskyddsområden och kanske även i nationalparken Montagne d'Ambre.